# Rotherwick
Rotherwick – wieś w Anglii, w hrabstwie Hampshire, w dystrykcie Hart. Leży 39 km na północny wschód od miasta Winchester i 64 km na zachód od Londynu. Miejscowość liczy 500 mieszkańców.